# Osebacken
Osebacken är en bebyggelse på östra delen av Orust i Orusts kommun. Bebyggelsen klassades som en småort vid SCB:s ortsavgränsning 2020.